# Gerhart Bruckmann
Gerhart Bruckmann (Viena, 9 de enero de 1932 - 14 de junio de 2024) fue un científico, autor y político austriaco.

## Vida
Después de estudiar en la TU Graz (Ingeniería Civil), en el Antioch College, Estados Unidos (Economía), en la TU Wien (Matemáticas Actuariales) y en la Universidad de Viena (Matemáticas, Estadísticas, Física), Bruckmann se habilitó en 1966 en la Universidad de Viena en el área de Estadísticas.

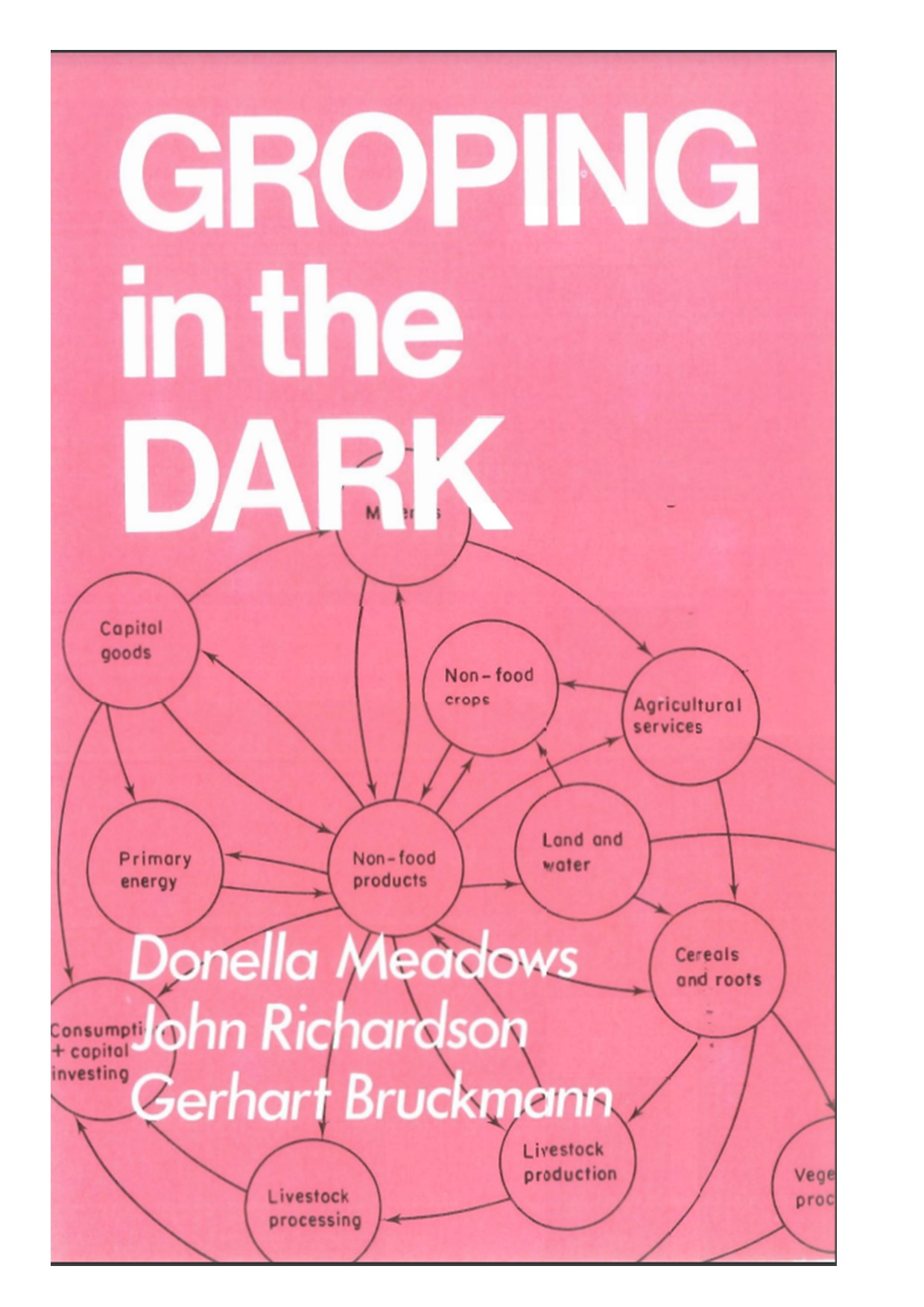
TANTEANDO en la OSCURIDAD: Uno de los libros en los que trabajó Gerhart Bruckmann

Desde 1957 hasta 1967 fue asesor de estadística en la Cámara Federal de Economía, profesor titular en la Universidad Johannes Kepler de Linz en los años 1967 y 1968, profesor titular en la Universidad de Viena de 1968 a 1992, director del Instituto de Estudios Avanzados de Viena de 1968 a 1973, decano de la Facultad de Ciencias Sociales y Económicas de la Universidad de Viena de 1983 a 1985, y miembro pleno de la clase filosófico-histórica de la Academia Austriaca de Ciencias desde 1972.
Además, fue presidente de la Federación Austriaca de Académicos de 1988 a 1991, presidente de la Sociedad Austriaco-Italiana, miembro del Club de Roma, presidente del Comité Austriaco-Japonés para el siglo XXI, miembro del consejo federal de la Federación Austriaca de Jubilados desde 1997, y secretario ejecutivo de la Unión Europea de Jubilados. En 1973 se unió al Rotary Club Wien-Süd, fundado diez años antes.
Bruckmann se hizo conocido para el público general cuando apareció en televisión durante las elecciones como el "calculador de la nación", realizando proyecciones electorales para la Radiodifusión Austriaca con sus propios modelos de cálculo y también moderando.
Su hijo es el periodista y humorista austriaco Claus Bruckmann (n. 1962).
Bruckmann falleció a mediados de junio de 2024.

## Política
De 1986 a 1994 y de 1999 a 2002, Bruckmann representó al Partido Popular Austriaco en el Consejo Nacional Austriaco (Parlamento), sirviendo al final de su mandato como portavoz de los jubilados.

## Otros
Bruckmann poseía una considerable colección de cajas de construcción de piedra Anker y fue reconocido internacionalmente como uno de los grandes coleccionistas. Con una serie de construcciones propias, que planificó y construyó en estilo arquitectónico, estuvo presente en varias exposiciones museísticas. Desde 2006, gestionó una sección dedicada a las cajas de construcción de piedra Anker en el Museo de la Ciudad de Traiskirchen. Además, era un gran amigo del sistema de transporte ferroviario.
La Sociedad Estadística Austriaca otorga el Premio Gerhart Bruckmann en su honor.

## Condecoraciones
- Comendador de la Orden del Mérito de la República Italiana (1995)
- Gran Insignia de Oro al Mérito por la República de Austria (2002)[5]
- Orden del Sol Naciente en Banda (2009)[6]

## Publicaciones
- Österreicher, wer bist du? Versuch einer Orientierung por Gerhart Bruckmann.
- Sonnenkraft statt Atomenergie. Der reale Ausweg aus der Energiekrise por Gerhart Bruckmann, Paul Dubach, Karl Fantl y Josef H. Stiegler.
- Langfristige Prognosen por Gerhart Bruckmann.
- Mega-Trends für Österreich. Wege in die Zukunft por Gerhart Bruckmann.